# أولاف كيلاند
أولاف كيلاند (بالنرويجية البوكمول: Olav Kielland)‏ هو موزع وملحن نرويجي، ولد في 16 أغسطس 1901، وتوفي في 5 أغسطس 1985.

## وصلات خارجية
- أولاف كيلاند على موقع ميوزك برينز (الإنجليزية)
- أولاف كيلاند على موقع ديسكوغز (الإنجليزية)